# Mart Janssen
Mart Janssen (Zevenaar, 23 september 1998) is een Nederlands voetballer die als verdediger voor VV Scherpenzeel speelt.

## Carrière
Mart Janssen speelde in de jeugd van SC Doesburg, SBV Vitesse, DZC '68, nogmaals Vitesse, weer DZC '68 en BV De Graafschap. Tussen 2016 en 2018 speelde hij voor Jong De Graafschap in de Derde divisie zondag, waarna De Graafschap het beloftenteam terugtrok uit de voetbalpiramide. In het seizoen 2017/18 zat Janssen één wedstrijd op de bank bij het eerste elftal van De Graafschap, maar hij debuteerde het seizoen erna pas. Dit was op 25 september 2018, in de met 3-3 gelijkgespeelde uitwedstrijd voor de KNVB beker tegen VVSB. Janssen kwam in de 76e minuut in het veld voor Bart Straalman. De Graafschap won na verlenging met 3-5 in strafschoppen van VVSB. In 2019 vertrok hij bij De Graafschap om bij VV Scherpenzeel te spelen.

### Statistieken
| Seizoen                         | Club             | Land           | Competitie     | Competitie | Competitie | Beker | Beker | Totaal | Totaal |
| Seizoen                         | Club             | Land           | Competitie     | Wed.       | Dlp.       | Wed.  | Dlp.  | Wed.   | Dlp.   |
| ------------------------------- | ---------------- | -------------- | -------------- | ---------- | ---------- | ----- | ----- | ------ | ------ |
| 2017/18                         | BV De Graafschap | Nederland      | Eerste divisie | 0          | 0          | 0     | 0     | 0      | 0      |
| 2018/19                         | BV De Graafschap | Nederland      | Eredivisie     | 0          | 0          | 1     | 0     | 1      | 0      |
| Carrièretotaal                  | Carrièretotaal   | Carrièretotaal | Carrièretotaal | 0          | 0          | 1     | 0     | 1      | 0      |
| Bijgewerkt op 26 september 2018 |                  |                |                |            |            |       |       |        |        |